# L'Ombre de la reine
L'Ombre de la reine (titre original : Queen's Shadow) est un roman de science-fiction de E. K. Johnston s'inscrivant dans l'univers étendu de Star Wars. Publié aux États-Unis par Disney Lucasfilm Press en 2019, puis traduit en français et publié par les éditions Pocket en 2020,, il se déroule vingt-huit ans avant la bataille de Yavin, entre les événements de Star Wars, épisode I : La Menace fantôme et de Star Wars, épisode II : L'Attaque des clones.